# Robert Hloz
Robert Hloz (původním jménem Robert Hložanka, * 1. března 1989 Brno) je český filmový scenárista a režisér, autor filmu Bod obnovy.

## Život
Robert Hloz se filmu chtěl věnovat již v mládí, v osmnácti letech se hlásil na Katedru režie na FAMU a nebyl přijat; později několik let studoval režii na Fakultě multimediální komunikace Univerzity Tomáše Bati ve Zlíně, následně se rozhodl vystudovat filmovou školu v Jižní Koreji. Živí se tvorbou reklam pro komerční zadavatele.

## Tvorba
Během studia ve Zlíně natočil několik krátkých snímků. Jeho filmy Podtlak (2009) a Mlýn (2011) sklidily nečekaný úspěch, druhý z nich získal Kodak Student Golden Award a zvítězil na Noci filmových nadějí. V průběhu studia režie v Jižní Koreji natočil mezinárodně ceněný film Numbers (2012). Po středometrážním filmu Přechodné vědomí začal natáčet reklamy (mimo jiné pro firmu LG) a začal intenzivněji pracovat na scénáři a realizaci celovečerního filmu Bod obnovy; při jeho přípravě se inspiroval mimo jiné snímky Blade Runner, Minority Report, A.I. Umělá inteligence nebo Potomci lidí. Film měl premiéru na MFF v Karlových Varech v roce 2023.

## Filmografie
- 2009: Podtlak (krátký film)
- 2011: Mlýn (krátký film)
- 2012: Numbers (krátký film)
- 2014: Přechodné vědomí
- 2023: Bod obnovy